# Međunarodni festival etnografskog filma
Međunarodni festival etnografskog filma - MFEF je kulturna manifestacija koja je kocipirana kao filmska smotra filmova i filmskih tema, autorskih projekata i različitih pristupa u istraživanju tradicijonalnog i modernog načina života ljudskih zajednica. Festival započinje 1992. uglavnom baveći se materijalom iz arhive tv produkcije su prikazujući folklor i običaje Balkanskih i Slovenskih naroda. Od početka festivala Etnografski muzej u Beogradu je zadužen za organizaciju ovog festivala. Od 2012. godine pri Muzeju deluje i Centar za nematerijalno kulturno nasleđe Srbije koji će nadalje razvijati programe ove manifestacije. Rezultat prethodnih festivalskih izdanja je arhiva koja broji preko 1250 etnografskih filmova iz 80 zemalja.
Cilj festivala je da podstiče različite istraživačke i stvaralačke forme u etnografskim dokumentarnim filmovima i  edukuje publiku o raznovrsnosti lokalnih kulturnih tradicija, kao i da radi na edukaciji publike o odgovornosti očuvanja kulturnog nasleđa.

## Kategorije i nagrade

#### Program MFEF podeljen je u sledeće kategorije:
- Glavni takmičarski program
- Studentski program
- Informativni program
- Specijalni programi

#### Nagrade u kompetitivnim programima dodeljuje Međunarodni Žiri Festivala
Nagrade Festivala za glavni takmičarski program su:
- Glavna nagrada Grand Prix „Dragoslav Antonijević“.
- Nagrada za najbolji domaći film.
- Nagrada za najbolji inostrani film.  Nagrada „Dobrivoje Pantelić“za najbolji film o autohtonoj kulturi u samostalnoj produkciji.

Nagrade Festivala za studentski program su:
- Nagrada za najbolji studentski film.
- Odlukom Žirija mogu biti dodeljene i sledeća priznanja
- Priznanje za doprinos nematerijalnom kulturnom nasleđu
- Priznanje za etnografski zapis
- Priznanje za najbolji amaterski film
- Priznanje za kameru
- Priznanje za montažu
- Priznanje za zvuk
- Priznanje novinara
- Priznanje publike

## Filmovi

#### Video arhiva Etnografskog muzeja u Beogradu, među ostalim naslovima, sadrži i sledeća ostvarenja etnografskog filma:
- Đurđul
- Vampir u Štubiku
- Čovek Vizije
- Život i smrt na reci Gang
- Magijski krug cveća
- Ljubav zavet
- Knjiga rekorda Šutke
- Svadba u Slancima i Svadba u Topoli
- Snimanje i pucanje s Mursima

Filmska zbirka takođe poseduje stare etnografske snimke iz perioda pre i posle II svetskog rata

## Tim festivala
- Saša Srećković, izvršni direktor festivala, muzejski savetnik, etnolog-antropolog
- Ivan Maksimović, koordinator, kustos, etnolog-antropolog
- Marija Paunović, koordinator, etnolog-antropolog
- Ana Novaković, koordinator za rad sa volonterima, kustos, etnolog-antropolog
- Anita Panić, PR festivala, televizijski autor, dokumentarista i pisac
- Vladimir Perović, selektor, filmski i televizijski reditelj
- Tamara Ristanović, dizajner
- Marina Mikić, sajt festivala
- Goran Musić, video i fotografije festivala